# Sandi Lovrić
Sandi Lovrić (* 28. März 1998 in Lienz) ist ein slowenisch-österreichischer Fußballspieler auf der Position eines Mittelfeldspielers.

## Karriere

### Verein
Lovrić begann seine Karriere in seiner Heimatstadt bei Rapid Lienz. In der Saison 2008/09 spielte er beim FC Nußdorf/Debant. 2012 kam er in die Akademie des SK Sturm Graz. Ohne zuvor auch nur für die Amateure gespielt zu haben, stand er im Juli 2014 erstmals im Kader der Profis. Davor hatte er unter anderem bereits in der Saison 2013/14 für die Herrenmannschaft des 1. FSC Graz gespielt.
Am 3. August 2014 debütierte er schließlich für die Amateure der Grazer in der Regionalliga, als er am ersten Spieltag der Saison 2014/15 gegen die Amateure des Wolfsberger AC in der Startelf stand. Beim 5:2-Sieg konnte er mit dem Treffer zum 3:0 sogar seinen ersten Treffer erzielen.
Am 17. August 2014 gab er im Alter von 16 Jahren, vier Monaten und 20 Tagen auch für die Profis in der Bundesliga sein Debüt, als er am fünften Spieltag gegen den FK Austria Wien in der Nachspielzeit für Marko Stanković eingewechselt wurde. Dadurch wurde Lovrić zum jüngsten Spieler von Sturm aller Zeiten. Am 28. Spieltag stand er gegen den SCR Altach erstmals in der Startelf und wurde somit zum jüngsten Startelfspieler in der Geschichte der Grazer. In der 81. Minute wurde Lovrić durch Daniel Beichler ersetzt.
Zum Ende seiner ersten Saison als Profi hatte Lovrić acht Spiele in der Bundesliga zu Buche stehen. In der Saison 2015/16 folgten ebenfalls acht Bundesligaspiele. Zu Beginn der Saison 2016/17 wurde er wieder vermehrt bei den Amateuren in der Regionalliga eingesetzt, für die er in der Hinrunde zehn Partien absolvierte, während er bis zur Winterpause allerdings nur in zwei Partien für die Profis in der Liga zum Einsatz kam. Bei seinem dritten Ligaeinsatz der Saison im April 2017 gegen den Wolfsberger AC stand er in der Startelf, riss sich allerdings in einem Zweikampf mit Christopher Wernitznig das vordere Außenband im linken Sprunggelenk und musste in der 23. Minute verletzt durch Philipp Huspek ersetzt werden.
Nach der Saison 2018/19 verließ er Sturm und wechselte in die Schweiz zum FC Lugano, bei dem er einen bis Juni 2022 laufenden Vertrag erhielt.
Im Sommer 2022 wechselte er ablösefrei zu Udinese Calcio in die Serie A.

### Nationalmannschaft
Lovrić spielte im September 2013 erstmals für eine österreichische Jugendnationalauswahl. Mit der U-17-Auswahl nahm er 2015 an der Europameisterschaft teil. Lovrić kam in jedem Spiel Österreichs zum Einsatz und konnte gegen Spanien sogar einen Treffer erzielen. Österreich schied allerdings als Dritter der Gruppe A bereits in der Gruppenphase aus.
Im Mai 2016 debütierte Lovrić gegen Katar für die österreichische U-19-Mannschaft. Mit Österreichs U-19-Team nahm er im selben Jahr auch an der EM teil. Lovrić kam in jeder Partie seines Landes zum Einsatz; für Österreich war das Turnier als Gruppenletzter der Gruppe A aber bereits in der Gruppenphase beendet.
Im September 2017 debütierte er in einem Testspiel gegen Finnland für die U-21-Auswahl. Bis November 2019 kam er zu 19 Einsätzen für die U-21-Auswahl Österreichs. 2020 entschied er sich künftig für die Heimat seiner Vorfahren, Slowenien, aufzulaufen. Er bestritt daraufhin im Oktober 2020 in einem Freundschaftsspiel gegen San Marino sein erstes Länderspiel für die slowenische A-Nationalmannschaft.

## Erfolge
SK Sturm Graz
- Österreichischer Cup-Sieger: 2018

FC Lugano
- Schweizer Cup-Sieger: 2022